# Нерухома драбина
31°46′41.9″ пн. ш. 35°13′47.5″ сх. д. / 31.778306° пн. ш. 35.229861° сх. д.

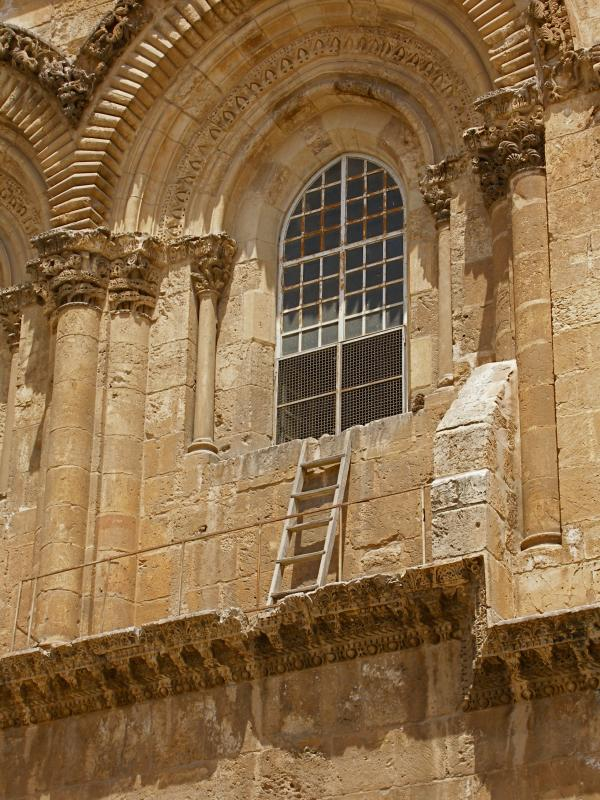
«Нерухома драбина», Храм Гробу Господнього.

Нерухома драбина — дерев'яна драбина, що приставлена до правого вікна другого ярусу фасаду храму Гробу Господнього в Старому місті в Єрусалимі. Драбина спирається на карниз і приставлена до вікна, що знаходиться у володінні Вірменської апостольської церкви. Драбина є одним із символів міжконфесійних розбіжностей у християнстві. Розташування драбини на своєму місці означає дотримання угоди «Статус-кво Святої землі» між шістьма християнськими конфесіями, що володіють храмом — не рухати, не ремонтувати і не змінювати нічого в храмі без згоди всіх шести конфесій.

## Історія
Поява нерухомої драбини на фасаді храму Гробу Господнього пов'язана з конфліктом між християнськими конфесіями за право контролю над святинями храму Господнього і поділом храму між шістьма християнськими конфесіями. Різними частинами храму зараз володіють Католицька церква, Єрусалимська православна церква, Вірменська апостольська церква, Сирійська православна церква, Ефіопська православна церква і Коптська православна церква.

### Попередня історія

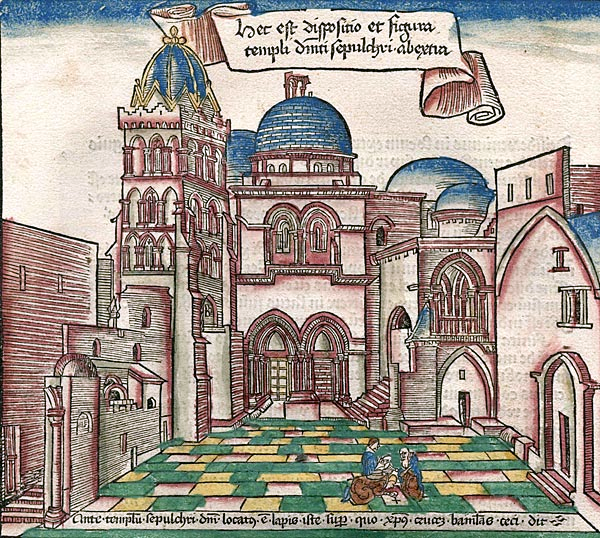
Фасад храма. Гравюра на дереві, Бернарда фон Брейденбаха, 1486 рік

Боротьба за контроль над християнськими святинями Єрусалима велася з часів подій, описаних у Новому Заповіті.
З XVI століття міжконфесійні конфлікти між християнами за право контролювати святині набувають все запекліших форм. У цих конфліктах брали участь майже всі християнські конфесії, але особливо ворогували католики й православні греки — найбільш масові, багаті та впливові громади.
У період перебування Єрусалима під владою єгипетських мамлюків (XIV—XV століття) францисканці, завдяки європейським монархам, які надавали їм фінансову та політичну підтримку, зуміли закріпити за собою статус «охоронців храму Гробу Господнього», а також деяких інших святих місць. Православні греки, намагаючись оскаржити надані францисканцям права, як головний аргумент на свою користь пред'являли нібито отриманий ними в VII столітті від халіфа Умара указ про передачу їм всіх прав на християнські святині. Католики, своєю чергою, оскаржували автентичність цього документа, називали його більш пізньою підробкою і звертали увагу, що в VII столітті християнство ще було єдиним і тому указ халіфа, навіть якщо він автентичний, поширювався на всі християнські конфесії. Католики також посилалися на свою наступність від хрестоносців і звинувачували православних у неучасті в Хрестових походах.
Християни не обмежувалися лайкою та письмовими доносами один на одного, які православні та католики надсилали в Константинополь. Часто було достатньо навіть найменшого приводу, щоб між ченцями спалахувала кровопролитна бійка. Ці безладні сцени описані багатьма паломниками, зокрема й іноком Парфенієм (Агеєвим), який відвідав Єрусалим у 1845 році. Він розповідав про справжню бійню у каплиці Голгофи, що виникла через те, що католики під час богослужіння намагалися замінити на престолі грецьку пелену на свою власну. Греки «принесли з кухні багато дров, і пішла на Голгофі бійка і війна. Греки били дровами, а франки свічками, а після і вони принесли дрова. Турки вже кинулися рознімати, але й у них рушниці забрали; і вони кинулися рятувати Божий гріб та Воскресенський храм… Ми ж не знали — куди бігти, від страху заціпеніли». Нерідко такі бійки призводили до загибелі людей та завдавали великих матеріальних збитків храму. Часто втручання турецьких стражників та самого паші рятували не лише життя ченців, але й сам храм від руйнування.
Конфлікти в храмі Гробу Господнього відбувалися постійно. Османська влада видала укази, що регулювали відносини між християнськими конфесіями — такі укази були видані у 1604, 1637, 1673, 1757 та 1852 роках.
У 1719 році францисканці здобули дипломатичну перемогу, — спеціальним фірманом султана їм було надано дозвіл самостійно, без участі інших християнських конфесій, здійснити реставраційні роботи в храмі Гробу Господнього.

### Султанський фірман 1757 року і «Статус-кво»

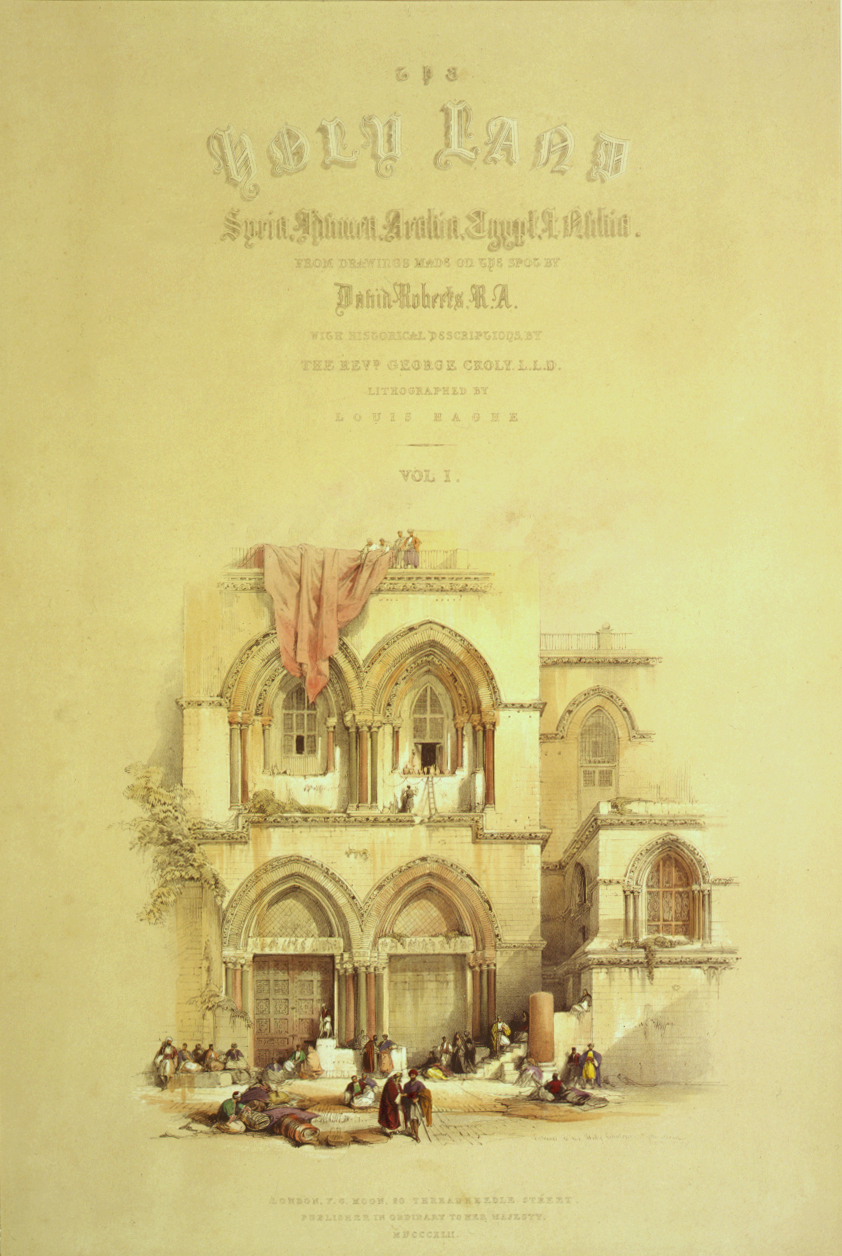
«Нерухома драбина» на літографії Девіда Робертса, 1842 рік.

У 1757 році францисканці почали будувати перед Кувуклією свій вівтар, багато прикрашений дарами, отриманими з різних європейських країн. На Великдень 1757 року в храм вдерся натовп греків, підбурюваних православними ченцями, з метою перешкодити будівництву вівтаря. Францисканці зачинились у своїх келіях. Грецькі ієрархи направили до Константинополя звіт про цей інцидент, звинувачуючи католиків у «прихованій ворожості» владі Османської імперії.
Султан Осман III, бажаючи запобігти заколотам серед православного населення імперії, спеціальним фірманом обмежив права католиків на святині в Святій землі і передав у володіння Грецькій церкві храм Різдва Христового, гробницю Пресвятої Діви Марії та закріпив за обома конфесіями рівні права в храмі Гроба Господнього. Деякі джерела стверджують, що прийняття фірмана 1757 року лобіював Великий візир Коджа-Мехмед Рагип-паша, який, як вважається, отримав від греків великий хабар. Французький посол граф де Верженн, який намагався протестувати проти прийнятого рішення, отримав від Рагиба-паші відповідь: «Ці місця належать султану, і він передає їх кому захоче; можливо, вони завжди були в руках франків, але сьогодні Його Величність бажає, щоб вони належали грекам».
Фірман 1757 року послужив першою документальною основою для встановлення своєрідних правил розділу християнських святинь між кількома християнськими конфесіями. Розподіл прав, який був закріплений фірманом 1757 року і повторно підтверджено фірманом в 1852 році, отримало назву «Статус-кво Святої землі». Нині це єдині документи, на основі яких керуються та функціонують головні християнські храми. Положення «Статус-кво Святої землі» бездоганно дотримувалися і дотримуються усіма владами, в юрисдикції яких у різний час знаходилися ці території — британськими владами підмандатної Палестини, Йорданії, Ізраїлю.
Вперше Нерухома драбина згадується в 1757 році у фірмані султана Абдул-Хаміда I і пізніше в 1852 році в указі султана Абдул-Меджіда I.

### Дата встановлення драбини на фасаді

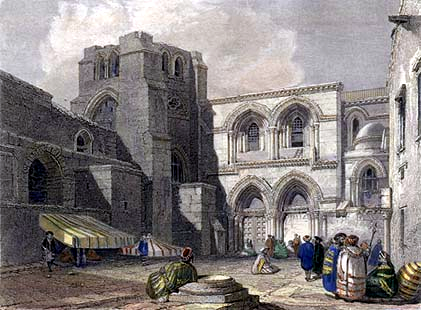
Гравюра, Едвард Файнден, 1834 рік

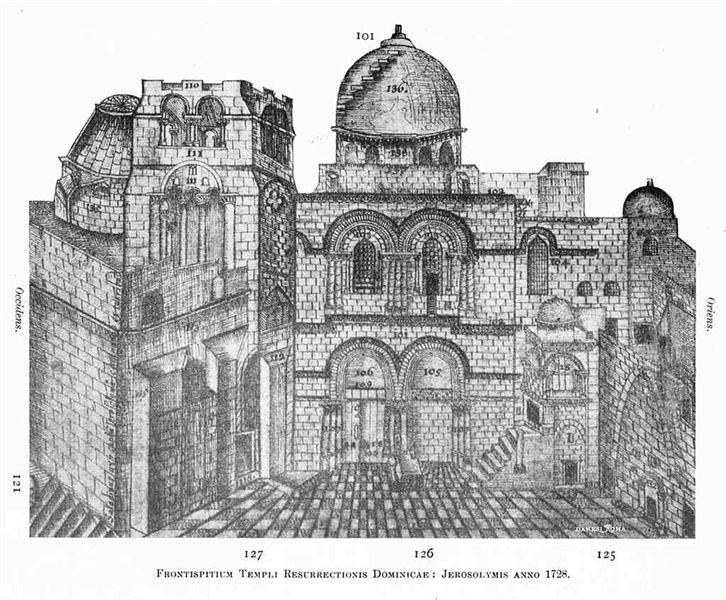
Гравюра, Ельзеар Горн, 1728 рік

Точна дата появи драбини на фасаді храму невідома. Можливо, найстарішим зображенням драбини є гравюра ченця-францисканця Ельзеара Горна, яку Кустодія Святої Землі датує 1728 роком. Також драбина зображена на гравюрі Едварда Файндена, опублікованій у 1834 році. Пізніше цієї дати драбина зображена на численних гравюрах, літографіях і фотографіях.
Сама драбина належить Вірменській апостольській церкві, оскільки саме вірмени мають право використовувати карниз, виходячи на нього через своє вікно під час релігійних свят. Однак ізраїльський письменник Амос Елон у своїй книзі стверджує, що драбина належить грецькій православній церкві і повинна залишатися на своєму місці через бездоганне дотримання «Статус-кво». На цій же версії знаходження драбини на фасаді наполягає Християнський інформаційний центр Єрусалима — «Коротка драбина є частиною фасаду храму Гробу Господнього через Статус-кво».
Зараз драбина є своєрідним знаком — поглянувши на фасад і побачивши драбину, можна зрозуміти, що «Статус-кво Святої землі» дотримується. Знаходження драбини на своєму місці означає дотримання угоди між шістьма християнськими конфесіями, які володіють храмом — не рухати, не ремонтувати й не змінювати нічого в храмі без згоди всіх шести конфесій. Під час своєї паломницької поїздки в Святу Землю в 1964 році римський папа Павло VI назвав драбину «видимим символом розколу в християнстві» і «видимим символом дотримання „Статус-кво“».

## Призначення драбини до «Статус-кво Святої землі»
Існує кілька версій того, для яких цілей спочатку використовувалася драбина.

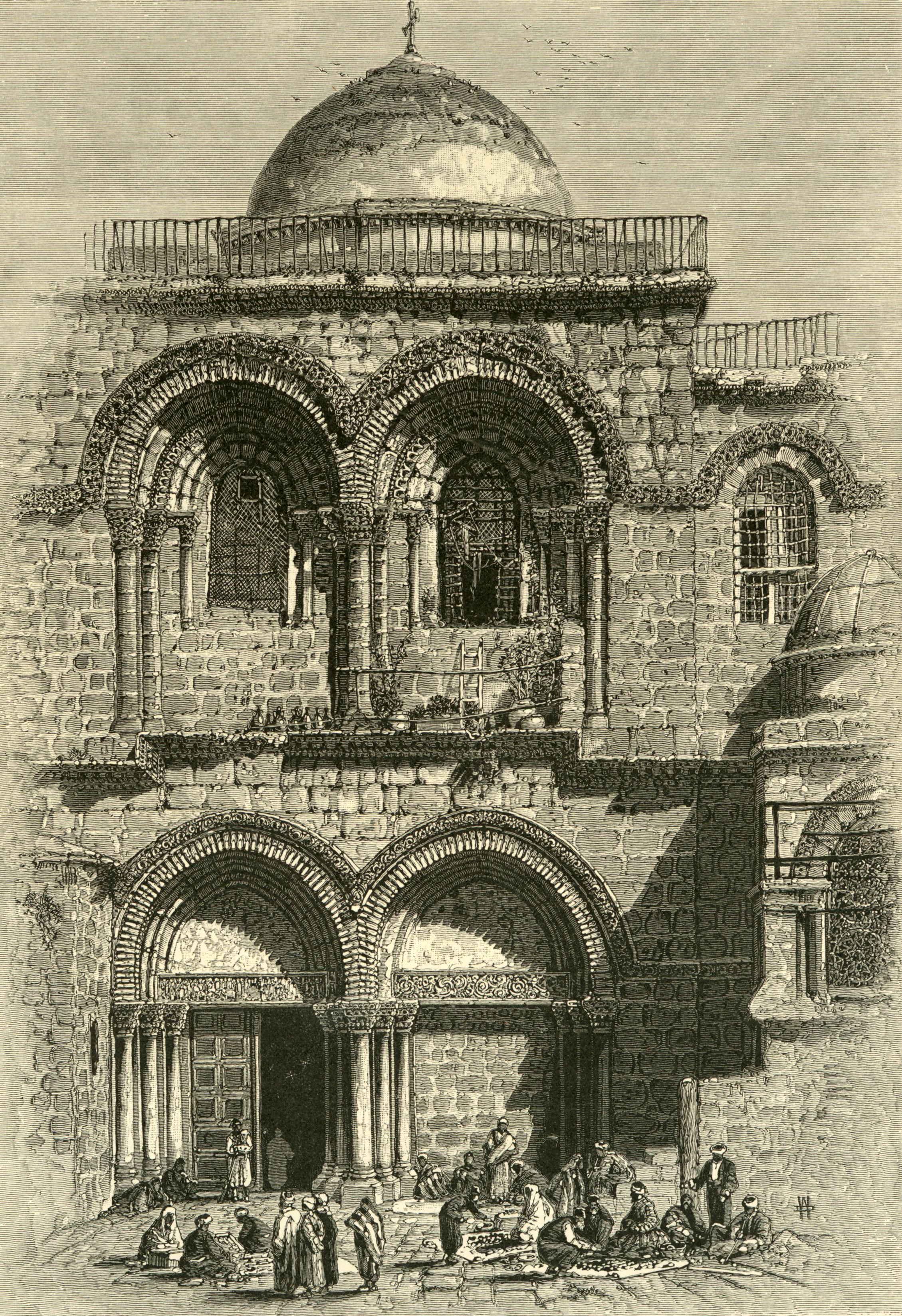
Вхід у храм Гробу Господнього, 1881—1884 рр., гравюра за рисунком Чарльза В. Вільсона.

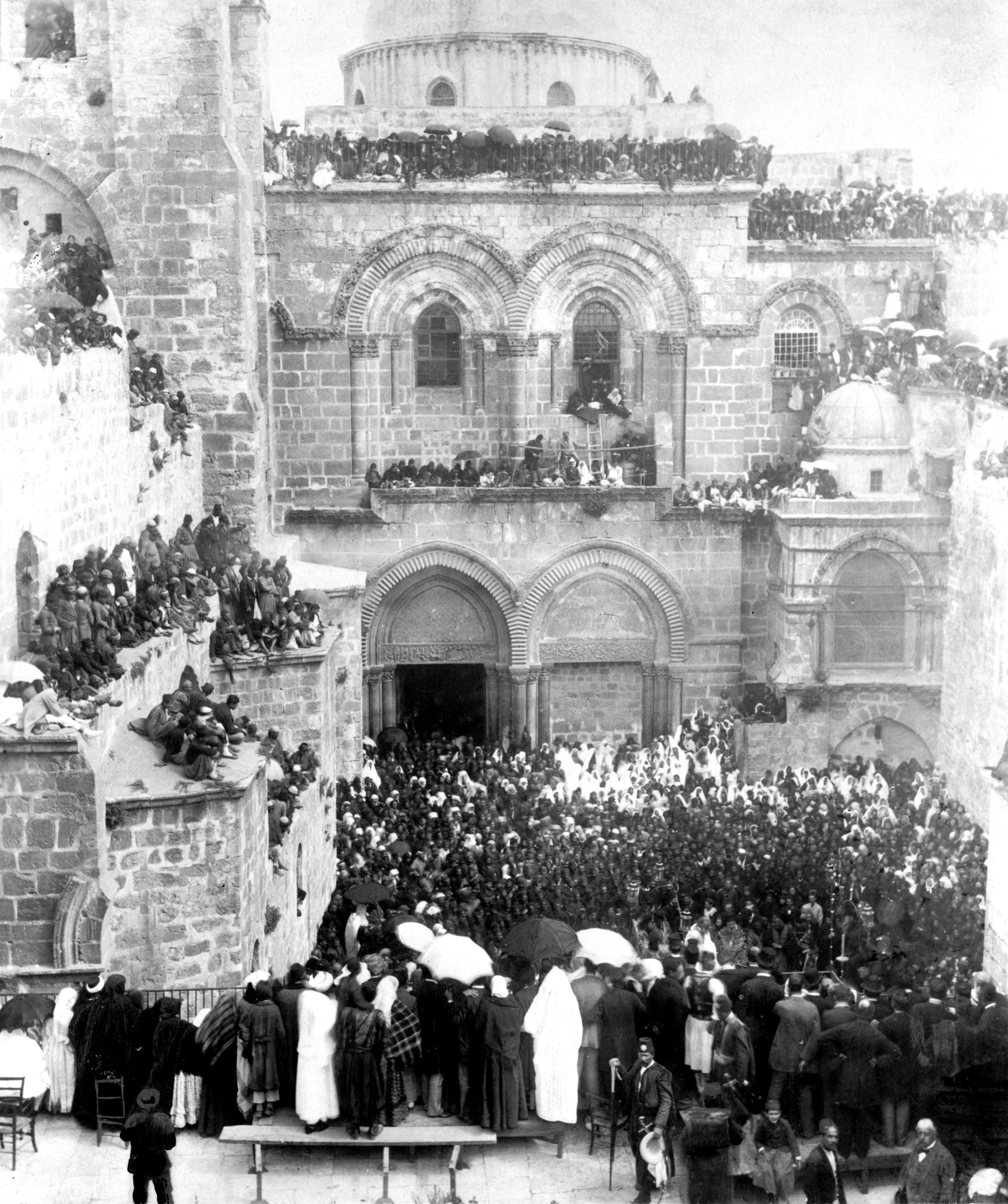
Релігійне свято, фотографія, 1890 рік

Є припущення, що ченці вірменської церкви використовували карниз і драбину, щоб на мотузках піднімати воду та провізію. Це робилося, щоб не залишати храм і не платити мито за вхід, яке стягували османські влади. Зліва від входу у храм розміщувався диван, на якому сиділи турецькі сторожі. Мито за вхід у храм — так званий каффар — становило до 500 піастрів. Щоб потрапити у приміщення за вікнами другого ярусу, необхідно було пройти через територію, що належала грецькій церкві — а це також іноді було неможливим. Карниз був для ченців місцем, де вони могли подихати свіжим повітрям, оскільки деякі ченці, щоб не платити туркам за вхід, місяцями, а то й роками не виходили з храму.
За іншою версією, ченці використовували карниз, щоб вирощувати зелень та овочі. На гравюрі Чарльза В. Вільсона зображені горщики з рослинами, розташовані на карнизі поряд з Нерухомою драбиною. Про те, що ченці вирощували зелень на карнизах, згадують і деякі джерела.
Існує версія, що драбина використовувалася, щоб потрапляти на карниз під час релігійних свят, коли багато віруючих збиралися у дворі храму. Так, у резюме «Статус-кво Святої землі», яке призначалося для використання британською поліцією в підмандатній Палестині, сказано:
Над входом [у храм Гробу Господнього] розташований класичний карниз, характерний для будівель у візантійському стилі. До нього можна потрапити з вікна Вірменської каплиці Святого Іоанна, і ця громада може скористатися цією можливістю під час святкових церемоній, які відбуваються у внутрішньому дворі. Карниз, розташований вище [очевидно, мається на увазі майданчик над вікнами другого ярусу], використовується для цих же випадків [грецькою] православною церквою.